# Čorna
Čorna (ukrajinsky Чорна, rusky Чёрная krymskou tatarštinou Çorğun) je řeka na Krymu (Sevastopol), sporném území považovaném za část Ukrajiny, ale ovládaném od Krymské krize Ruskem. Je 34,1 km dlouhá. Povodí má rozlohu 436 km². Název není odvozen od černé barvy, ale je vznikl fonetickým převedením krymskotatarského pojmenování do ruštiny resp. ukrajinštiny.

## Průběh toku
Vzniká v Aj-Petrynské jajle v Bajdarské dolině soutokem řady drobných zdrojnic. Dolinou protéká v délce 7 km a její tok se místy v období sucha ztrácí v nánosech a naplňuje se jen při deštích. Pod ústím Urkusty protéká 16 km dlouhou soutěskou s převislými skalami na březích zvanou Černorečenský kaňon. V těch místech se její tok zesiluje. Opět se zeslabuje po výtoku řeky do Inkermanské doliny, kde přijímá dva přítoky (Aj-Todorka, Suchaja). Ústí do Sevastopolského zálivu Černého moře.

## Vodní režim
Průměrný průtok činí 2,3 m³/s, což z ní činí druhou nejvodnější řeku na Krymském poloostrově po Belbeku.

## Využití
Na horním toku bylo vybudováno několik přehradních nádrží, které slouží k zásobování vodou pro město Sevastopol. Nad soutěskou se nachází Černorečenská přehrada. U ústí se nachází Inkermanský klášter a zbytky středověkého města Avlita s pevností Kalamita.

## Historie
V průběhu Krymské války došlo na řece 4. srpna 1855 k bitvě mezi ruskou armádou a spojenými francouzsko-britsko-sardinsko-tureckými vojsky.